# 대구시 기
대구시 기는 대한민국의 옛 국회의원 선거구이다. 당시 경상북도 대구시의 일부 지역을 관할했다.

## 역사
1958년 1월, 달성군의 일부 지역이 새롭게 대구시로 편입되었다. 이에 대구시 갑의 일부 지역(칠성동1·2가, 산격동 등)과 달성군에서 대구시로 편입된 지역 중 일부 지역을 합쳐서 새롭게 대구시 기 선거구가 신설되었다.
1963년 1월, 대구시에 구제가 실시되었다. 이에 대구시 기에 해당하는 지역에 동구와 북구가 설치되었다. 또한 1958년에 달성군에서 편입되었던 지역이 다시 달성군으로 환원되었다. 이에 제6대 국회의원 선거를 앞두고 대구시 동구, 대구시 북구·서구와 달성군·고령군 선거구로 각각 분리되면서 폐지되었다.

## 관할 구역

### 경상북도 대구시
- 칠성동1·2가
- 산격동
- 검단동
- 복현동
- 침산동
- 봉무동
- 불로동
- 도동
- 지저동
- 입석동
- 검사동
- 방촌동
- 둔산동
- 부동
- 신평동
- 평광동
- 능성동
- 진인동
- 도학동
- 백안동
- 미곡동
- 용수동
- 신무동
- 미대동
- 내동
- 신용동
- 중대동
- 송정동
- 덕곡동
- 지묘동
- 연경동
- 서변동
- 동변동

## 역대 국회의원
| 선거   | 정당 | 정당   | 의원   |
| ------ | ---- | ------ | ------ |
| 1958년 |      | 자유당 | 이순희 |
| 1958년 |      | 민주당 | 최희송 |
| 1960년 |      | 민주당 | 장영모 |

## 역대 선거 결과

### 대한민국 제4대 국회의원 선거
|  | 43.82% |

|  | 43.22% |

|  | 12.95% |

당초 본 선거에서는 자유당 이순희 후보가 민주당 최희송 후보를 0.6%p 격차로 누르고 당선되었다. 하지만 선거 무효 소송이 대법원에서 받아들여짐에 따라 1958년 9월 20일, 이순희 후보는 당선 무효를 선고 받았다. 또한 1958년 9월 29일에 최희송 후보가 당선을 결정받으면서 당선자가 뒤바뀌게 되었다.

### 대한민국 제5대 국회의원 선거
|  | 31.66% |

|  | 24.37% |

|  | 18.71% |

|  | 15.63% |

|  | 7.08% |

|  | 2.52% |